# Cory Gibbs
Cory Gibbs (Fort Lauderdale, Florida, 14 de enero de 1980) es un futbolista estadounidense que actualmente juega para el New England Revolution en la Major League Soccer de Estados Unidos.

## Selección nacional
Ha sido internacional con la selección de fútbol de los Estados Unidos, ha jugado 19 partidos internacionales.

### Participaciones Internacionales
| Mundial                         | Sede                    | Resultado    |
| ------------------------------- | ----------------------- | ------------ |
| Copa Confederaciones 2003       | Francia                 | Primera fase |
| Copa de Oro de la Concacaf 2003 | México y Estados Unidos | Semifinal    |

## Clubes
| Club                   | País           | Año       |
| ---------------------- | -------------- | --------- |
| FC St. Pauli           | Alemania       | 2001-2003 |
| FC Dallas              | Estados Unidos | 2004      |
| Feyenoord              | Países Bajos   | 2004-2005 |
| ADO Den Haag           | Países Bajos   | 2005-2006 |
| Charlton Athletic      | Inglaterra     | 2006-2008 |
| Colorado Rapids        | Estados Unidos | 2008-2009 |
| New England Revolution | Estados Unidos | 2010-     |

- Datos: Q1135783
- Multimedia: Cory Gibbs / Q1135783